# Santibáñez de Béjar
Santibáñez de Béjar es un municipio y localidad española de la provincia de Salamanca, en la comunidad autónoma de Castilla y León. Se integra dentro de la comarca de la Sierra de Béjar. Pertenece al partido judicial de Béjar y a la Mancomunidad Ruta de la Plata.
Su término municipal se sitúa en un paraje de transición entre los climas mediterráneo y atlántico o de alta montaña (sólo en la Sierra de Béjar) estando formado por las localidades de Santibáñez de Béjar y El Parador, ocupando una superficie total de 29,80 km², y con una población de 476 habitantes (INE 2017).
En general, Santibáñez es un pueblo rico en flora y fauna, con riberas y bosques de bello encanto, destacando la Encina del Carrasco, uno de los árboles más antiguos de la provincia de Salamanca. En cuanto a su patrimonio artístico y monumental, destaca la talla románica de su patrona, la Virgen de Valparaíso, y la Torre de Santibáñez.
Por otro lado, Santibáñez de Béjar es un municipio relativamente industrializado, con aproximadamente la mitad de la población trabajando en el sector terciario, el 30 % en el sector secundario y el 15 % restante en el sector primario.

## Toponimia
En la antigüedad se denominaba San Juan, nombre del que procedería luego Santibáñez. El apellido «de Béjar» proviene de la pertenencia a la antigua Comunidad de villa y tierra de Béjar, al igual que muchos pueblos vecinos, como La Cabeza de Béjar, Fuentes de Béjar, etc.

## Símbolos

### Escudo
El escudo heráldico que representa al municipio fue aprobado el 20 de noviembre de 1992 con el siguiente blasón:

«Escudo partido. Primero, de oro con seis roeles de azur, puestos en dos polos. Segundo, de sinople con tres veneras de plata puestas en palo. Entado en punto ondeado de plata y azur. Timbrado de la Corona Real Española»
Boletín Oficial de Castilla y León nº 12 de 21 de enero de 1993

### Bandera
«La bandera municipal es de aspecto rectangular, con un castillo interior, en recuerdo al torreón de Santibáñez, en la parte izquierda realizado por unas tijeras de esquilador y en su parte derecha unas bellotas naturales de esta zona y símbolo de trabajo»
[cita requerida]

## Geografía

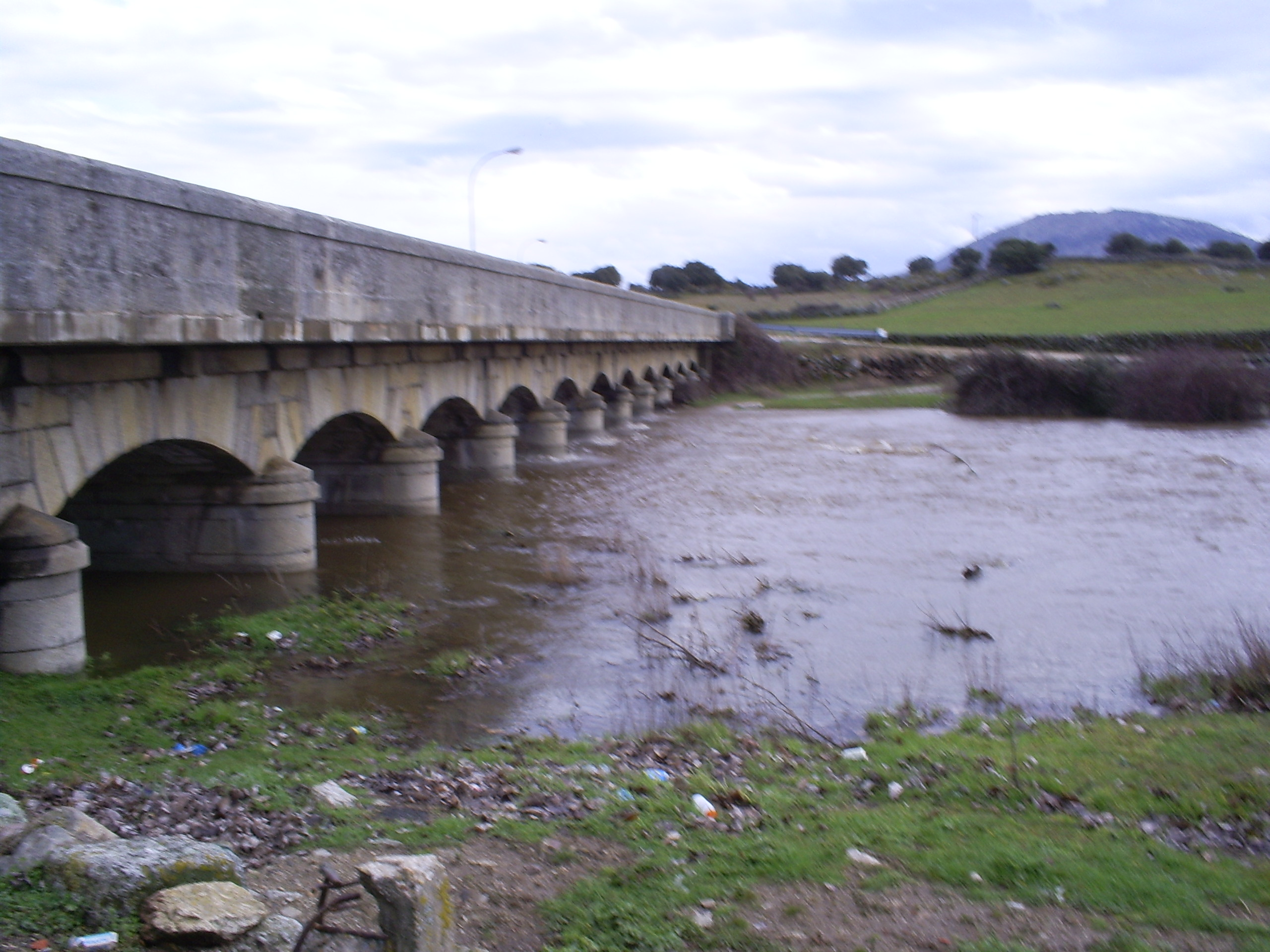
Río Valvanera a su paso por Santibáñez de Béjar

Por la localidad pasa el río Valvanera, valioso para las cosechas y el ganado. También el río Valvanera genera trabajo debido a los peces que llevan sus aguas y que pescan para después venderlos para consumo humano. También por el término municipal del municipio pasa el río Tormes, que se encuentra a unos 4,4 kilómetros del pueblo.
Desde Santibáñez se puede observar la sierra de Béjar, la Piquera, Cabeza Búha, la serranía de Neila, cerro del Berrueco, dónde se encuentran restos barrocos y romanos y el cañón del río Tormes, que se encuentra a escasos 4 km de la localidad. También pasa cerca el río Valvanera.
- El municipio tiene mucho desnivel de altura, en los barrios bajos del río Valvanera se encuentra a 909 m de altitud y el barrio de las Cábilas, el más alto del municipio se encuentra a incluso 967 metros de altura. La altura del pueblo se que da en 942 metros, debido a que a esa altura está el casco urbano.
- La Piquera es un pequeño núcleo montañoso del municipio que asciende a los 1210 m de altura.
- El cerro del Berrueco es una elevación montañosa que asciende a los 1355 metros de altitud, lo que sería la elevación más alta del municipio.
- Cabeza Búha es otra pero más pequeña elevación montañosa que tan sólo aciende a los 1166 metros de altitud.

| Noroeste: Guijo de Ávila                                  | Norte: Cespedosa de Tormes | Nordeste: Puente del Congosto            |
| Oeste: Guijo de Ávila, La Cabeza de Béjar y Nava de Béjar |                            | Este: Puente del Congosto y Medinilla    |
| Suroeste: Nava de Béjar                                   | Sur: Sorihuela             | Sureste: Neila de San Miguel y Medinilla |

El término municipal es de 29,80 kilómetros cuadrados y se extiende al norte hasta el río Tormes, que sirve como barrera juriscipcional entre los municipios de Cespedosa y Santibáñez; al oeste hasta La Piquera; al sur hasta un poco más abajo del cruce de Medinilla y al este hasta aproximadamente el cerro del Berrueco. La altitud mínima es de 869 m s. n. m., a la vera del río Tormes, y su cota más alta es en la cumbre del cerro del Berrueco, llegando a los 1352 m s. n. m. La densidad de población es de 17,55 habitantes por kilómetro cuadrado (2011). El término se reparte en zonas rústica y urbana. La urbana ocupa 19 hectáreas, un 0,6% del total. El suelo rústico ocupa 2920 hectáreas, y por lo tanto un 99,4% del término municipal.

### Núcleos de población
El Parador es el único núcleo de población con el que cuenta el municipio, aparte de Santibáñez. Actualmente queda deshabitado en invierno y tan sólo llegan 5 o 10 personas en verano. Se encuentra a 500 metros de Santibáñez, a unos 912 metros de altitud. Está compuesto por un pequeño grupo de casas al lado de la carretera SA-102.

### Flora y fauna
La flora del municipio está compuesta por gran variedad de encinas, árbol que más predomina, y chopos y álamos que se encuentran sobre todo en la ribera del río Valvanera, aunque en algunos lugares también hay fresnos además de gran variedad de arbustos y algunos flores que aparecen en primavera.
La fauna del municipio son algunas cabras montesas en las cimas del cerro del Berrueco, jabalíes, liebres y conejos que campan a sus anchas, además de algunas reptiles como lagartijas, alguna culebras y también en verano alguna rana y patos en el río Valvanera. También hay aves como el buitre leonado, a veces águilas imperiales y sobre todo gorriones, golondrinas y oropéndolas.

### Caminos y rutas
Por el municipio transcurre la carretera SA-102, de Sorihuela a Piedrahíta, la carretera del Guijo, que transcurre desde Santibáñez hasta Guijuelo, y por último la carretera de las Cumbres, que se traslada desde Santibáñez hasta la A-66.
Por otro lado, en esta población hay múltiples caminos. Por ejemplo el de la Peña del Gato, que va desde el pueblo hasta el Puente del Congosto. El de la Cerrada, que va desde el pueblo hasta Medinilla y hasta Gilbuena, además de otro colindante que va hasta la población de Neila de San Miguel.
Otro va desde Santibáñez, por el río Valvanera y llega hasta el río Tormes, con una desviación hasta la presa de Santibáñez.
También, aunque ya está descuidado el camino, va desde las Cábilas, hasta la Piquera, la sierra del pueblo, que asciende hasta los 1200 m de altitud.
Por último y muy importante, el Camino del Guijo, que va hacia el Risco, hacia la Piquera, hacia el río Tormes y hasta la población del Guijo de Ávila. Hay varias rutas:
- Ruta del Río Tormes (o del Cordel). Es una ruta importante, las más larga del municipio, con unos 13 kilómetros. Se empieza desde el pueblo, en dirección al matadero municipal, dónde comienza el camino de Las Cañás cimeras. Camino adelante, durante varios kilómetros, se llega a un cruce. El camino derecho se dirige a Puente del Congosto, pueblo vecino. El camino izquierdo es el que sigue la ruta. Varios cientos de metros adelante se accede a la Presa Salto de San Fernando, dónde se puede hacer una parada para descansar, y observar el paisaje de la localidad. Llegado a la presa, se accede a un pequeño camino, quizá el que más desnivel tiene, y ya con una dificultad media, que sube de unos 870 m a 965 m en apenas 400 m. Por este camino pasa el famoso Cordel de Merinas. Desde él se observa en todo momento el río Tormes, metido en un agujero rocoso y de vello encanto, con una profundidad de unos 100 m. Más adelante el camino llega hasta el Arenal, lugar del río Tormes dónde la gente va a pescar, y muy cerca de allí se accede a la denominada playa del Tormes, dónde visitantes y vecinos pescan e incluso se bañan, aunque con cuidado porque los vecinos saben el riesgo que tiene el bañarse en el río Tormes. El tramo final es de unos 4,5 kilómetros, que se dirige desde el río hasta el pueblo. La ruta se realiza aprox. en 3 horas y cuarto, andando con un buen ritmo. Su desnivel es escaso, tan sólo de unos 120 m, min. 870 m y max. unos 990 m.

- Ruta de Medinilla. Es otra ruta de Santibáñez, aunque menor, de unos 11 kilómetros, aunque con una dificultad media y en algunos lugares alta. Tiene un mayor desnivel que la anterior, con un min. de 910 m y un max. de 1200 m. La ruta comienza en el pueblo y se accede hasta el camino de la fuente del molinillo, hasta que en unas decenas de metros se llega hasta el paraje del mismo nombre, dónde se juntan el Arroyo del Villar y el río Valvanera. Más adelante se accede al camino de la Cerrá o del Calvo. Este camino empieza a experimentar una subida más contundente, ya superando los 1000 m. Más o menos 4 kilómetros adelante se llega a Medinilla, municipio vecino. Desde el pueblo se accede a otro camino, en dirección al cerro del Berrueco, pero sin llegar a él. La subida es bastante pronunciada, siendo esta, la parte del camino con dificultad alta, y ya superando los 1150 m de altitud. Camino adelante se accede a la falda del cerro del berrueco, estando en el lugar más alto de la ruta, a unos 1205 m de altura, a partir de aquí la dificultad es media. En unos 2 kilómetros se accede al camino de la Peña del Gato, ya estando en el término municipal de Santibáñez y saliendo del de Medinilla. En unos 3,8 a 4 kilómetros adelante se llega al pueblo y volvemos a los 930 m del principio.

- Ruta de la Piquera. Santibáñez - La Piquera - El Risco - Camino del Gitano - Santibáñez. Es una ruta de dificultad media, de 10 kilómetros de longitud. Altitud mín. 903 m y máx. 1195 m. En algunos el acceso se dificulta debido a la dejadez del campo. Duración aproximada: 2 horas y 50 minutos.

- Ruta de los Hermanitos de la Nava. Santibáñez - Camino de Sorihuela - Hermanitos de la Nava - Santibáñez. Es una ruta de dificultad baja, de 17,17 kilómetros de longitud. Altitud mín. 913 m y máx. 1208 m. Los caminos se conservan en un estado bastante bueno. Duración aproximada: 5 horas y 16 minutos.

- Ruta de Cabeza Búha. Santibáñez - Camino de la Peña del Gato - Las Paredejas - Los Monolitos - Cabeza Búha - Tumbas de Praojuarro - El Corral - Santibáñez. Es una ruta de dificultad media, con 14,82 kilómetros de longitud. Altitud mín. 894 m y máx. 1155 m. Duración aproximada: 4 horas y 09 minutos.

- Ruta de la Ermita de la Orden. Santibáñez - Tumbas de Praojuarro - Cabeza Búha - Ermita de la Orden - Verea de los Gitanos - Camino de las Colonias - Camino de las Cañás Cimeras - Santibáñez. Es una ruta de dificultad media, con 14,73 kilómetros de longitud. Altitud mín. 889 m y máx. 1137 m. Duración aproximada: 4 horas y 24 minutos.

- Ruta del Risco. Santibáñez - la Tejera - El Calimocho - La Piquera - El Risco - Las campanas del Diablo - Santibáñez. Es una ruta de nivel de dificultad media, con 11,8 kilómetros de longitud. Altitud mín. 920 m y máx. 1260 m. Duración aproximada: 3 horas y 20 minutos.

- Ruta dehesa de Peñaflor. Santibáñez - antiguo camino de El Barco - Dehesa de Peñaflor - Camino de Santa Lucía - Santibáñez. Nivel de dificultad de la Ruta: Medio, con un total de 17,58 kilómetros de longitud. Altitud mín. 926 m y máx. 1146 m. Duración aproximada: 4 horas y 10 minutos.

- Ruta del Tormes. Santibáñez - Cabeza Búha - Ermita de la Orden - Cañada Real - Presa Salto de San Fernando - El Arenal - Azud - Camino del Tormes - Santibáñez. Es una de las rutas más largas, con 19,37 kilómetros. Dificultad baja-muy baja. Altitud mín. 876 m y máx. 1141 m. Duración aproximada: 5 horas y 45 minutos.

- Existen también rutas para bicicleta, entre las que sobresale la siguiente:

- Ruta del Corneja. Santibáñez - Puente del Congosto - Piedrahíta - Puerto de Peña Negra - Hoyos del Espino y viceversa. Ruta de dificultad media, de 66,83 kilómetros. Destaca su elevado desnivel, siendo la altura mínima 914 m. y la máxima 1983 m.

- En Santibáñez existe una asociación de personas que hacen recorridos por estos caminos llamados AMIGOS RUTEROS DE SANTIBAÑEZ DE BÉJAR o lo que es lo mismo, ARSaBe.

### Cerro del Berrueco

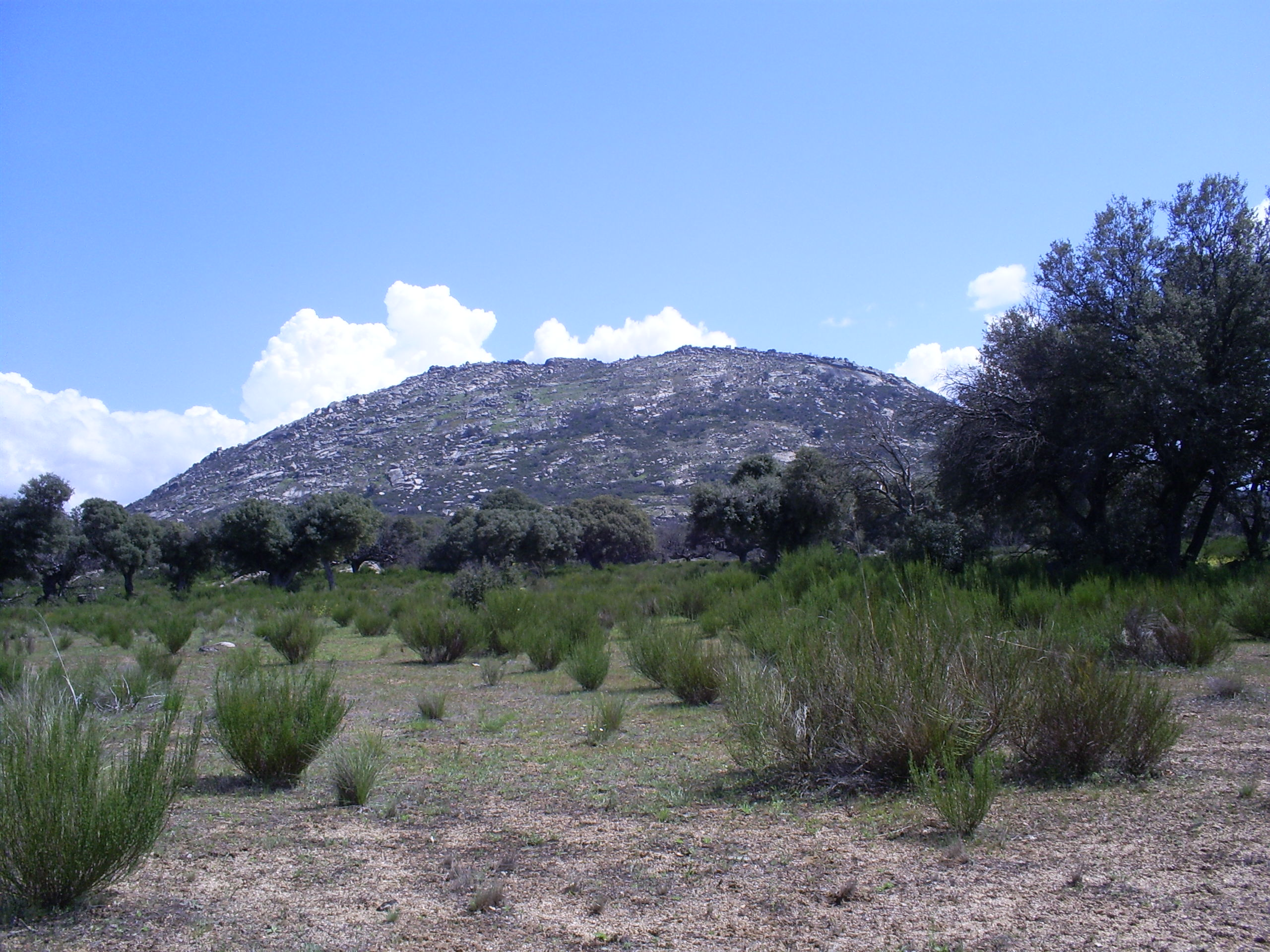
El cerro del Berrueco desde Santibáñez

El cerro del Berrueco es un poblamiento y yacimiento arqueológico, que se sitúa a 1354 m de altitud en el límite sureste de la provincia de Salamanca y de Ávila, entre los términos de Medinilla, Puente del Congosto y el Tejado de Béjar. El paisaje es granítico y abrupto, casi inaccesible por las zonas más altas. Al norte, oeste y este del cerro la topografía cambia, con predominio de dehesas llanas pobladas de encinas y con el curso del río Tormes a poca distancia en dirección este.
El yacimiento se conocía desde antiguo por diferentes hallazgos dispersos en colecciones particulares. Esta área arqueológica está constituida por seis yacimientos: La Dehesa, La Mariselva, Cancho Enamorado, Las Peredejas o Santa Lucía, Los Tejares y El Hontanar. Destaca el poblado del cancho Enamorado en la cima más alta del Berrueco (1355 m), con materiales que van desde el bronce final hasta el s. VI a.c., restos de seis viviendas de planta irregular y depósitos metálicos. En el poblado de las Paredejas se encontraron importantes hallazgos en superficie (cerámica griega, cuchillos afalcatados, braserillos, etc.). No se han realizado excavaciones, pero dichos hallazgos presumen una ocupación desde el s. VII al s. III a.c., por lo tanto sin romanizar. El poblado de los Tejares fue núcleo prerromano (hasta los ss. II-III d. C.). En su superficie aparecieron numerosos restos cerámicos y molinos de mano barquiformes, además de monedas republicanas fechadas entre el 174 y el 43 a. C.
Extrañamente parecían no documentarse restos evidentes de muralla en los asentamientos del cerro del Berrueco, tal vez por la suficiencia defensiva que proporciona el escarpado relieve natural. Recientemente, sin embargo, se está verificando el amurallamiento en Cancho Enamorado a partir de restos constructivos muy deteriorados.

### Hidrografía

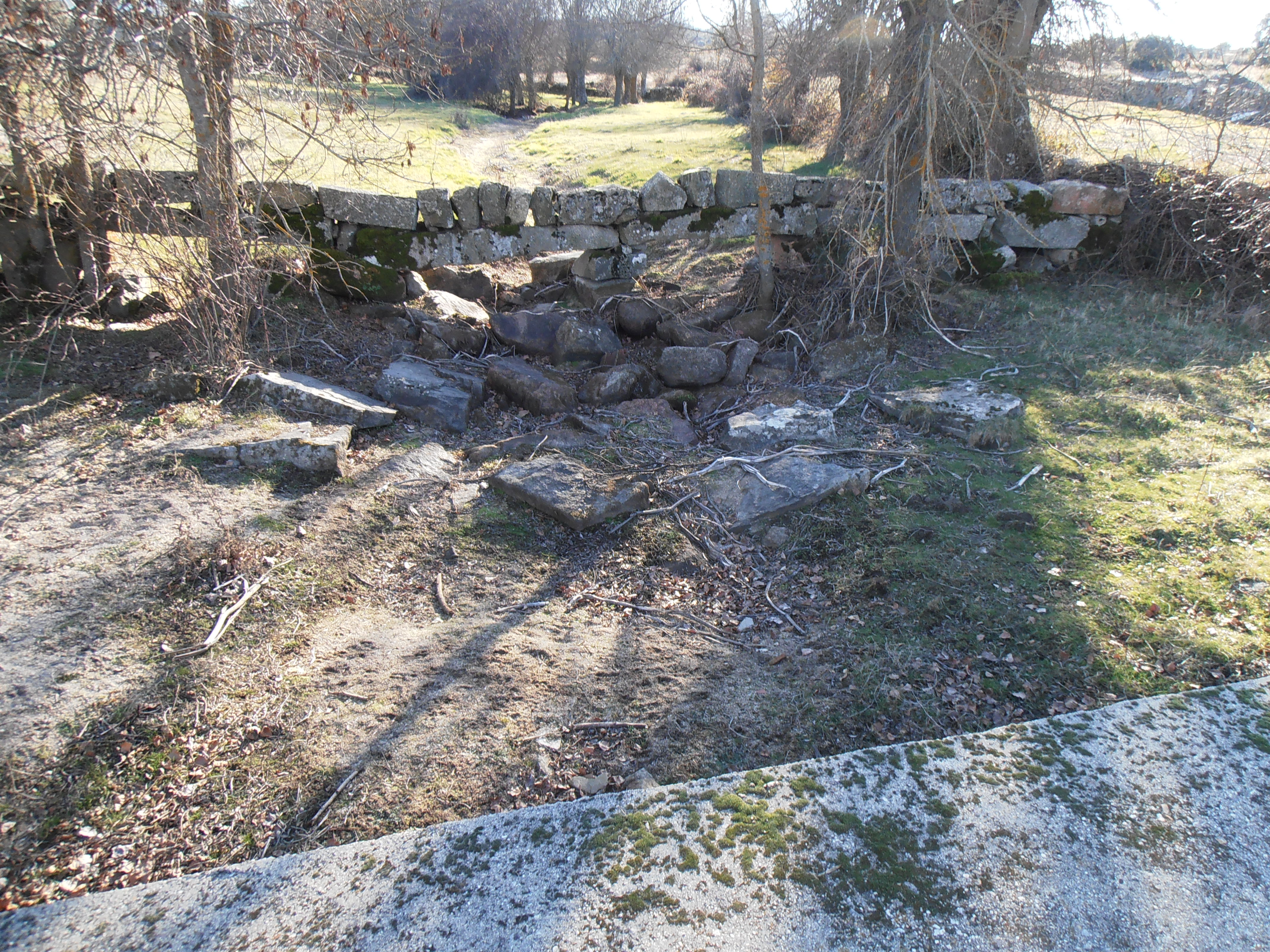
Arroyo del Villar seco en época estival (verano y parte del otoño)

El agua de esta población es de buena calidad, y nunca este pueblo tiene escasez de agua (menos en años muy secos), debido a que el río Tormes está a 3 km de la localidad, y el río Valvanera pasa por el municipio.
El pueblo tiene varias fuentes que están en permanente funcionamiento, como por ejemplo la fuente del altozano, la del caño, la de las hontanillas, la de las viñas, la fuente la barra, la fuente de la tejera y la fuente de la ermita.
Además la presa de esta población, que se encuentra en el río Tormes, la cual se utiliza para hacer energía hidráulica, hace sacar beneficios al pueblo, y se usa como abastecimiento y riego. Además de las fuentes que hay en el municipio hay en su término municipal varios ríos y arroyos, como el arroyo de la Higollada, de Navaquemada, el de la Fuente del Caño, el de las Viñas, el del Ochavo y el Arroyo del Villar, además del Río Valvanera (o Mataviejas).

### Embalse de San Fernando
El embalse de San Fernando es la presa que abastece al municipio de Santibáñez de Béjar y Cespedosa de Tormes. Su inauguración fue el 11-02-2002. Se encuentra en el curso del río Tormes, a unos 900 m de altitud. El embalse tiene una capacidad de 9 hectómetros cúbicos de agua y ocupa unas 50 hectáreas de terreno. Está a la cola del embalse de Santa Teresa y se compone del embalse, la presa, la minicentral y la escala de peces. Desde la minicentral hasta el río está el canal.

### Cabeza Búha

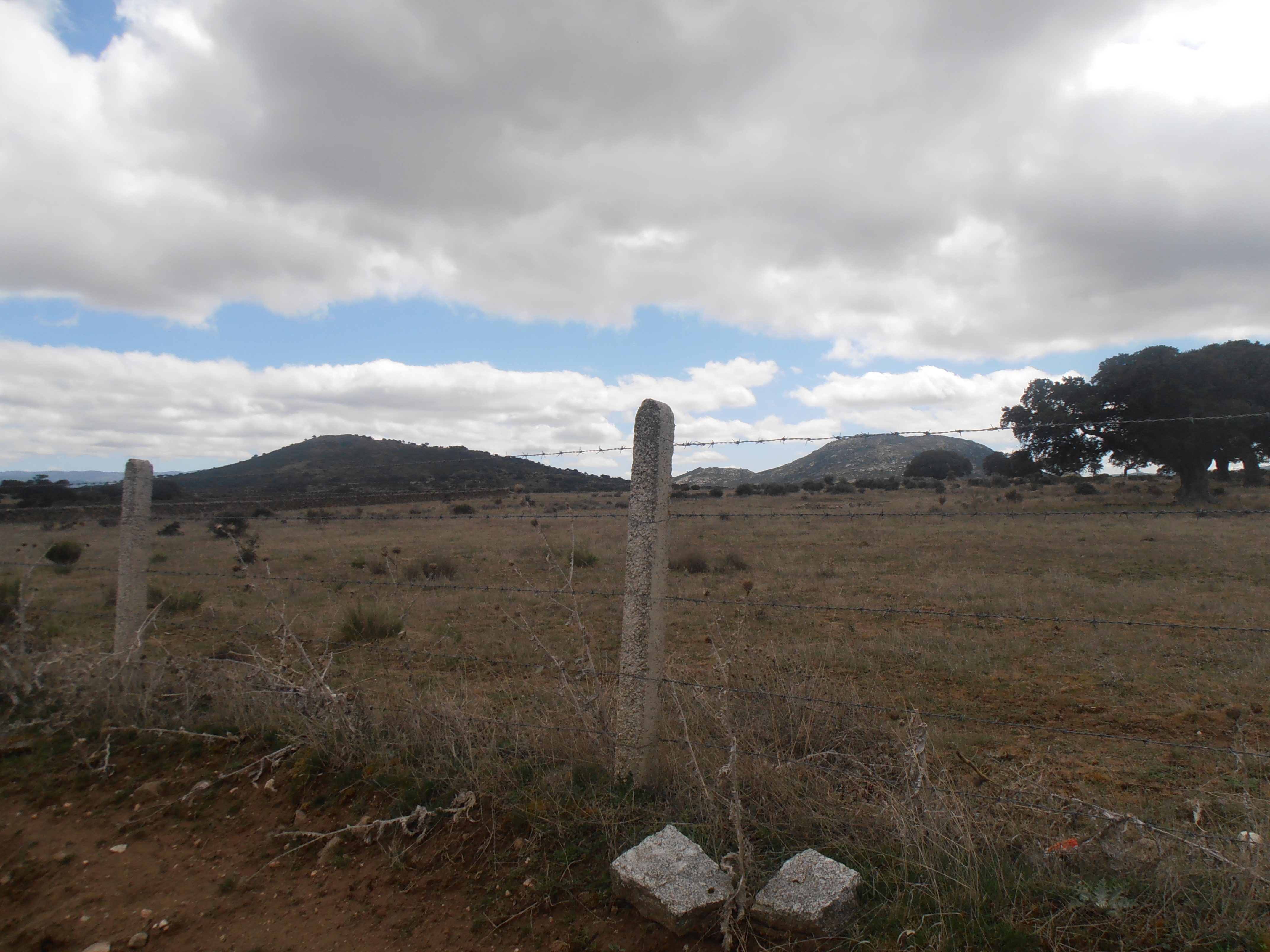
Cabeza Búha desde el camino de la presa y detrás en cerro del Berrueco

Cabeza Búha es una elevación montañosa que está en el término municipal y que pertenece a la Serranía de los Castaños. Se localiza a unos 5 kilómetros del casco urbano del municipio. Se eleva a 1166 metros de altitud y se accede por la SA-102. Su vegetación se compone de arbustos y encinas, y sobre todo zarzales. Su fauna es de gran variedad de pájaros, jabalíes y liebres, y en su zona más alta es complicado su acceso por lo descuidado que se encuentra.

### Clima
El clima de Santibáñez de Béjar es continental con influencia montañosa. Sus inviernos son muy fríos y largos, llegando el 16 de enero de 1960 a llegar a los −19,8 °C, con abundantes precipitaciones, algunas en forma de nieve, y también muchas heladas. Los otoños son secos pero frescos, y suelen ser cortos. Sus primaveras son largas y muy lluviosas, siendo la época de año en la que más precipitación se concentra, superando las precipitaciones incluso de invierno, eso sí suelen ser cálidas. Por último los veranos son calurosos pero cortos, llegando al máximo histórico el 10 de agosto de 2012 con 40,1. °C. Aunque por las noches, las temperaturas descienden, haciendo que se tenga que salir incluso acompañado de una chaqueta.
| Parámetros climáticos promedio de Santibáñez de Béjar | Parámetros climáticos promedio de Santibáñez de Béjar | Parámetros climáticos promedio de Santibáñez de Béjar | Parámetros climáticos promedio de Santibáñez de Béjar | Parámetros climáticos promedio de Santibáñez de Béjar | Parámetros climáticos promedio de Santibáñez de Béjar | Parámetros climáticos promedio de Santibáñez de Béjar | Parámetros climáticos promedio de Santibáñez de Béjar | Parámetros climáticos promedio de Santibáñez de Béjar | Parámetros climáticos promedio de Santibáñez de Béjar | Parámetros climáticos promedio de Santibáñez de Béjar | Parámetros climáticos promedio de Santibáñez de Béjar | Parámetros climáticos promedio de Santibáñez de Béjar | Parámetros climáticos promedio de Santibáñez de Béjar |
| Mes                                                   | Ene.                                                  | Feb.                                                  | Mar.                                                  | Abr.                                                  | May.                                                  | Jun.                                                  | Jul.                                                  | Ago.                                                  | Sep.                                                  | Oct.                                                  | Nov.                                                  | Dic.                                                  | Anual                                                 |
| ----------------------------------------------------- | ----------------------------------------------------- | ----------------------------------------------------- | ----------------------------------------------------- | ----------------------------------------------------- | ----------------------------------------------------- | ----------------------------------------------------- | ----------------------------------------------------- | ----------------------------------------------------- | ----------------------------------------------------- | ----------------------------------------------------- | ----------------------------------------------------- | ----------------------------------------------------- | ----------------------------------------------------- |
| Temp. media (°C)                                      | 1.3                                                   | 3.5                                                   | 6.2                                                   | 8.1                                                   | 10.7                                                  | 15.4                                                  | 22.8                                                  | 24.8                                                  | 16.9                                                  | 11.8                                                  | 6.7                                                   | 2.4                                                   | 10.9                                                  |
| Precipitación total (mm)                              | 67                                                    | 69                                                    | 72                                                    | 75                                                    | 64                                                    | 37                                                    | 11                                                    | 9                                                     | 35                                                    | 58                                                    | 89                                                    | 86                                                    | 672                                                   |
| Días de nevadas (≥ 1 mm)                              | 8                                                     | 5                                                     | 1                                                     | 0                                                     | 0                                                     | 0                                                     | 0                                                     | 0                                                     | 0                                                     | 0                                                     | 0                                                     | 3                                                     | 17                                                    |
| Fuente: Climate-data.org                              |                                                       |                                                       |                                                       |                                                       |                                                       |                                                       |                                                       |                                                       |                                                       |                                                       |                                                       |                                                       |                                                       |

### Inundación de 1987
En Santibáñez de Béjar en agosto de 1987 a causa de una gran tormenta de verano al filo del mediodía, los barrancos de la Piquera se desbordaron, cayendo gran cantidad de agua sobre los montes de la Piquera, El Calamocho y la Tejera, así como sobre el casco urbano llevando al municipio grandes cantidades de agua. El arroyo de las Viñas que cruza el pueblo aumentó en pocos minutos su caudal arrastrando gran cantidad de espinos cortados que taponaron la boca del túnel a la altura de la calle Solano. El arroyo buscó su cauce natural canalizado y arrastró gran cantidad de lodo desde la calle Solano, plaza del Sol calle Altozano o del Puente y calle Pradillos. Las calles del pueblo se convirtieron en ríos en pocos segundos. Era peligroso salir, debido a que el agua que bajaba era abundante, hasta tal punto de inundar varias casas, sótanos y garajes del pueblo, y dejando graves daños materiales. Calles abajo fue a parar al río Valvanera, completamente seco, donde también aumentó su caudal en escasos minutos, inundando la ribera y los campos cercanos, hasta que llegó al río Tormes, donde desemboca. Se dice que es la tormenta más copiosa caída en el pueblo y dañina para el casco urbano que quedó lleno de lodo debido al taponamiento de la boca del túnel que atraviesa todo el casco urbano de oeste a este.

### Incendio de 2003
El incendio que hubo en la demarcación de Santibáñez de Béjar en el año 2003 fue de gran consideración. Quemó un total de 8.650 hectáreas de terreno. Comenzó desde el Puerto del Tremedal (Ávila), pasó por La Carrera, El Barco de Ávila, Palacios de Becedas (Ávila), Becedas, Casas de la Vega, el Losar del Barco, Navamorisca, Junciana, Gilbuena, Neila de San Miguel, Medinilla, El Tejado, Puente del Congosto y Santibáñez de Béjar, donde se extinguió debido a que se encontraba el río Tormes que sirvió de cortafuegos. Tuvieron que desalojar a 2 municipios, un total de 500 vecinos, que se trasladaron al Barco y a Santibáñez. Cortaron 7 carreteras de las provincias de Ávila y de Salamanca. Duró casi 1 semana e iba a gran velocidad, por lo que peligraba en el municipio casi 3000 cabezas de ganado, de la que solo murieron unos 10 animales entre vacas y ovejas. Fue el incendio más grande habido en España en ese verano de 2003.

## Historia

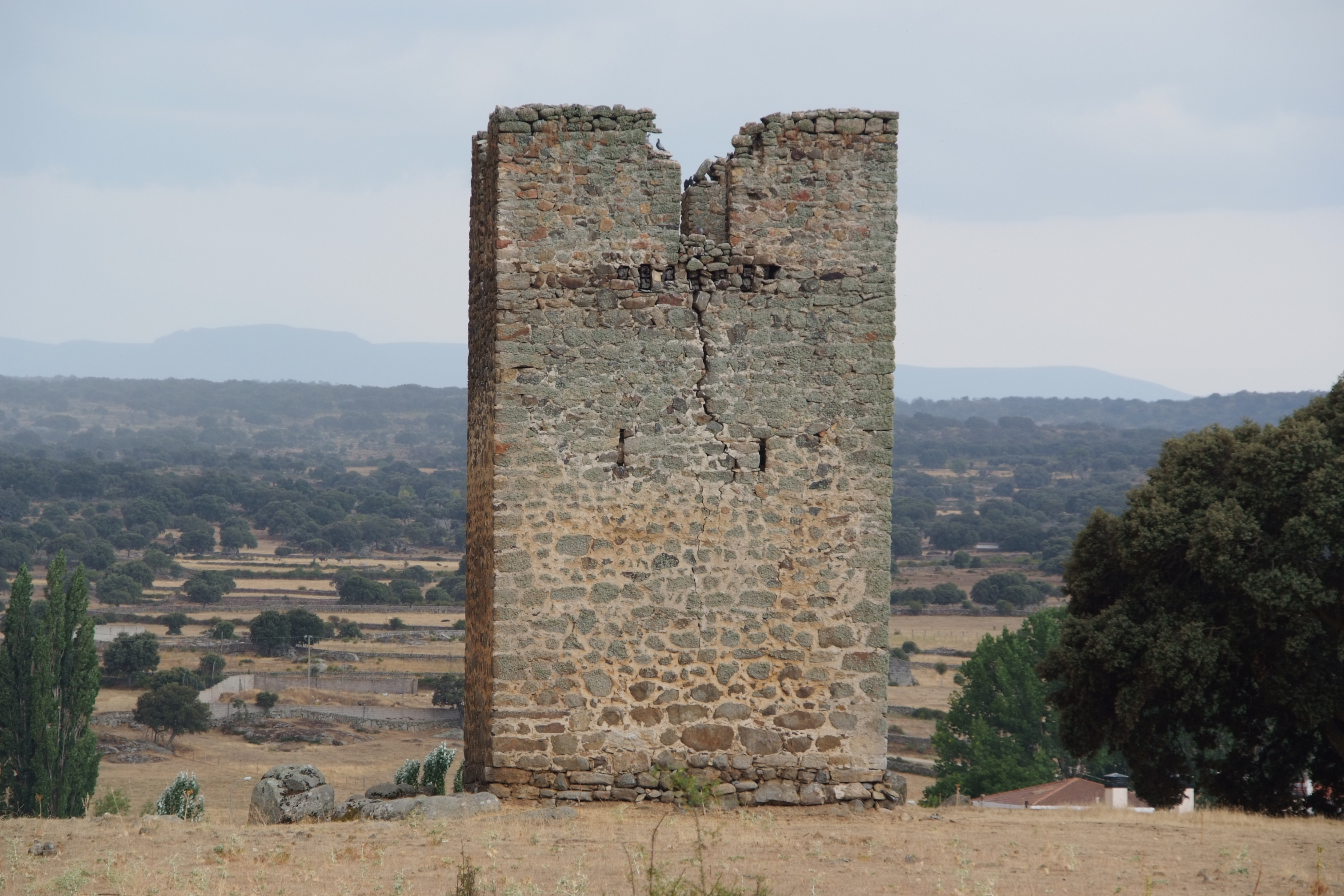
Torre de Santibáñez, monumento importante, el cual en el fue propiedad de Dª Isabel I de Castilla

El emperador Alfonso VII (1105-1157), rey de León y de Castilla, reconquistó esta zona. Mantuvo la separación de los dos reinos y al establecer los límites entre ellos en la frontera (en la llamada entonces Extremadura), concedió a Castilla la zona de la sierra de Béjar hasta la calzada de Quinea o de la Plata. Esta zona de la sierra de Béjar, donde se encuentra Santibáñez, pasó a pertenecer a Castilla, formando parte del concejo de Ávila, que se encargará de la repoblación de la comarca y su cabecera, Béjar, repoblación llevada a cabo por castellanos, principalmente por gentes procedentes del alfoz abulense.
Estos condicionamientos históricos y étnicos, además de los propiamente geográficos, explican las características diferenciales que desde entonces presentan la sierra de Béjar y la sierra de Francia, dos comarcas naturales perfectamente caracterizadas y diferenciadas a pesar de los abundantes rasgos comunes, a pesar de que para los habitantes del resto de la provincia de Salamanca tanto los naturales de la sierra de Béjar como los de la sierra de Francia sean genéricamente serranos (pero serranos bastantes diferentes unos de otros).
Los orígenes de Santibáñez de Béjar hay que buscarlos en esta época medieval, en el siglo XII, ya que es a partir de esas fechas en las que se produce en esta zona la definitiva repoblación (en muchas ocasiones campesinos sometidos fuertemente a grandes cargas señoriales veían como alivio el emigrar en busca de tierras con menos cargas acogiéndose a las cartas pueblas que los reyes emitían, trayendo consigo su cultura, sus costumbres, su modo de vida y su religión: este puede ser el origen de la Virgen de Valparaíso).
En el año 1211, el rey Alfonso VIII de Castilla "el de las Navas" segrega una parte del territorio de Ávila, en el que se encontraba Santibáñez, para formar la Comunidad de Villa y Tierra de Béjar concediéndole Fuero propio por el que «otorga a todos los que moran en Béjar y a los que son por venir a Béjar con todo su término, así como a los pueblos que poblaren en el término, así como de los concejos de las aldeas que si los Concejos de las aldeas disputaren sobre los términos, el juez y los alcaldes vayan y deslinden según los límites que ya les fueron puestos de modo que todos los aldeanos vengan a Fuero de la Villa de Béjar». Santibáñez es una de esas aldeas del término de Béjar, con su propio concejo de aldea, sometida al concejo de la Villa de Béjar. 
Santibáñez fue primero abulense, después bejarana, formando parte del reino de Castilla para pasar a depender del Reino de León desde inicios del siglo XV tras la pérdida del voto en Cortes de Béjar y su paso a depender de Salamanca en ese aspecto a partir de 1425, hecho favorecido por el paso de Béjar y su territorio a manos de los Zúñiga en 1396, habiéndose mantenido posteriormente como salmantino y leonés en las divisiones territoriales de Floridablanca en 1785 y finalmente en la de 1833 en que se crean las actuales provincias, en que Santibáñez quedó encuadrado en la provincia de Salamanca, dentro de la Región Leonesa. En todo caso, la pertenencia a la comunidad de Béjar la mantuvo hasta la desaparición de la misma en 1833, dependiendo desde entonces del partido judicial bejarano.
En lo eclesiástico el territorio de Béjar está englobado en la diócesis de Plasencia desde inicios del siglo XIII, a la que continúa perteneciendo en la actualidad.

## Demografía
Santibáñez de Béjar cuenta con una población de 444 habitantes (INE 2024).
| Gráfica de evolución demográfica de Santibáñez de Béjar entre 1842 y 2021                                           |
| |
| Población de derecho según los censos de población del INE Población de hecho según los censos de población del INE |

| Género   | Edad         | Población | Porcentaje total |
| -------- | ------------ | --------- | ---------------- |
| Jóvenes  | (0-30 años)  | 132       | 24,31 %          |
| Adultos  | (30-65 años) | 243       | 44,75 %          |
| Ancianos | (+65 años)   | 168       | 30,94 %          |

| País      | Población |
| --------- | --------- |
| Rumania   | 15        |
| Argentina | 8         |
| Bélgica   | 1         |

| Año  | Total extranjeros | % sobre el total de la población |
| ---- | ----------------- | -------------------------------- |
| 2009 | 18                | 3,24                             |
| 2010 | 22                | 4,05                             |
| 2011 | 21                | 3,93                             |
| 2012 | 24                | 4,59                             |

La población de Santibáñez de Béjar en el año 2010 era de 543 habitantes, de los cuales 273 eran varones y 270 son mujeres.
La población aumenta de manera considerable en verano aunque el mayor aumento es notable en la celebración de las fiestas de octubre, en la que la población puede alcanzar las 3000 o incluso 4000 personas.
La mayor población que llegó a tener fue en el año 1945, con una población de 2227 habitantes, por el censo municipal.
Pese a no tener una población demasiado elevada, en la provincia de Salamanca ocupa un importante lugar, ya que de los 362 municipios que hay en ella, Santibáñez de Béjar supera en habitantes a 271 municipios de ellas.
En el pueblo hay varias nacionalidades residentes, entre los que más son Rumanos y Argentinos. En total el 4,05 % de la población es extranjera en 2010, el dato más alto desde el año 2001.

### Transporte y comunicaciones
Santibáñez de Béjar se encuentra en un lugar de elevado paso de vehículos, ya que la carretera que pasa por el municipio une Ávila, Madrid y Piedrahíta con Guijuelo, Béjar, Salamanca y Ciudad Rodrigo.
Un día normal de media transcurren unos 7000 vehículos. Las tres carreteras que concurren en el municipio son las carreteras comarcales de la SA-102, La llamada carretera del Guijo y la llamada carretera de la Cabeza. 
- De Béjar a Santibáñez se accede a través de la A-66. Unos kilómetros más adelante, en la salida 401 se accede a la carretera SA-102, hasta que se llega al municipio.
- De Piedrahíta a Santibáñez se accede a través de la carretera AV-102 y posteriormente entrando en la provincia de Salamanca se accede a la carretera SA-102. Pasando Puente del Congosto, a 7 km se encuentra ya el municipio.
- De Salamanca se accede por la A-66 y antes de llegar a Guijuelo se accede por la carretera DSA-164, a su paso por el Guijo de Ávila, y posteriormente a Santibáñez.
- De Guijuelo a Santibáñez distan muy pocos kilómetros, solo se accede unos metros hasta el cruce de Fuentes de Béjar, y se coge dirección hacia La Cabeza de Béjar, por la carretera DSA-170, hasta que da a parar justamente en la entrada sur de Santibáñez de Béjar.

| Tipo de vehículo       | Cantidad |
| ---------------------- | -------- |
| Automóviles            | 245      |
| Camiones               | 104      |
| Motocicletas           | 18       |
| Tractores industriales | 3        |
| Otros vehículos        | 6        |
| Total                  | 376      |

- En cuanto al transporte público, la compañía de autobuses CEVESA realiza trayectos diarios (a una hora determinada), desde Santibáñez hacia Piedrahíta, Ávila y Madrid. También en viceversa. Los jueves (día de mercadillo en Béjar), sale temprano un autobús que hace paradas en Sorihuela, Fresnedoso y Vallejera de Riofrío. El mismo autobús ese mismo día vuelve a partir al mediodía de nuevo a Santibáñez realizando las paradas mencionadas anteriormente. En el curso escolar y horario escolar sale diariamente autobuses desde Santibáñez para trasladar a los niños del pueblo al instituto de Guijuelo. La compañía de autobuses ALSA también hace alguna trayectoria pasando por el municipio, pero se producen de forma aislada. Por último también la compañía de autobuses MOGA realiza trayectos en la denominada Ruta de los Pueblos por Santibáñez, con destino a Salamanca.

### Vehículos de motor
Santibáñez de Béjar es un municipio dónde abundan los vehículos de motor. Los camiones son abundantes por el comercio de alimentación etc.

## Economía
La economía principal es el sector servicios representando un 49 %, un poco menos que hace unos años. En los últimos años la industria ha ido aumentando llegando a representar ahora un 35%. También existe una actividad en construcción (5 %). Se explota las denominaciones de Origen de: Carne de Morucha de Salamanca, Lechazo de Castilla y León (Sac. y faenado), Carne de Ávila (Prod. y Elab.), por lo que también la ganadería también es importante, raramente ascendiendo en los últimos años de un 10 % a un 11 %. También hay gran abundancias de fábricas de jamones y embutidos, (algunos de ellos con Denominación de Origen de Guijuelo), Jamón de Guijuelo. Además en el pueblo hay varios comercios. En cuanto a la población activa en paro (cifras del 1 de enero de 2014), es reseñable que en el municipio se cuenta con un total del 9,89 % de desempleo, siendo uno de los municipios con menos porcentaje de parados de la provincia de Salamanca, siendo la media de esta provincia del 23,05 %.

### Sector primario
Se compone mayoritariamente por la Ganadería y la Agricultura, representando actualmente el 11 % de trabajadores.
| Animal        | Cabezas |
| ------------- | ------- |
| Ovino         | 1250    |
| Bovino        | 590     |
| Porcino       | 560     |
| Asnos         | 180     |
| Caballar      | 150     |
| Caprino       | 90      |
| Avícola       | 70      |
| Mular         | 10      |
| Datos de 2007 |         |

La agricultura en Santibáñez de Béjar fue importante en el siglo XX, con un 60% de la población trabajando en ella. Actualmente se sigue practicando, pero ya apenas hay un 3%, por lo tanto ya con menos intensidad. Es sobre todo de regadío, pero también de secano. Principalmente sus tierras son dedicadas al cultivo de patatas, legumbres (Judías del Barco, garbanzos y lentejas), y en los últimos años se está produciendo alguna cosecha de girasoles. También es bastante común la siembra de cebollas, lechugas, cebollino, tomates, zanahoria y ajos. También hay cultivos leñosos, principalmente de encinas, cuya cosecha se dedica en gran parte para la engorda del cerdo.
La ganadería es mayoritariamente ganado ovino, bovino y porcino, y se basa en la venta de carne de morucha de Salamanca, y carne de Ávila. La ganadería representa el trabajo de casi un 11% de la población del municipio, casi un 5% más que hace 8 años.

### Sector secundario
El sector secundario más importante es la industria chacinera, con un 35 % de la población dedicada en ella. Otra actividad importante es la construcción (5 %), sumando un total del 40 % de la población.
| Sector comercial                     | Empresas |
| ------------------------------------ | -------- |
| Oficinas bancarias y Cajas de ahorro | 2        |
| Pequeño comercio de Alimentación     | 3        |
| Farmacias                            | 1        |
| Comercio al por mayor                | 6        |
| Bares                                | 5        |
| Mercadillos                          | 1        |

Su principal fuente de ingresos es la industria chacinera, habiendo incluso 7 fábricas de quesos, jamones y embutidos y varios almacenes de secado de jamones en un municipio de tan solo 500 vecinos. Una de ellos es de denominación de origen Guijuelo. En la provincia de Salamanca, Santibáñez de Béjar, junto con los municipios de Ledrada y Guijuelo, son los mayores productores de jamones, embutidos y quesos, con denominación de origen y mayor calidad. Sin duda lo único del municipio son sus quesos, ya famosos en parte de Castilla y León. Es el sector económico local que más está creciendo en los últimos años, a pasar de un aproximado 15% en el año 1995 a un actual 31%.

### Sector terciario
El sector terciario o servicios es el más abundante, pero ha bajado en los últimos años a representar actualmente un 49 %, casi un 6 % menos que hace unos 10 años.

## Cultura
Santibáñez es un municipio con una buena historia en lo que se refiere con el folclore y cantos tradicionales del lugar. En el pueblo se denominan cortos o charradas, en las que vienen personajes como el Mariquelo a tocar los instrumentos pertenecientes del lugar, como la dulzaina, la gaita charra, el famoso tamboril etc. Se acompaña con castañuelas y trajes y vestidos típicos Salmantinos. Sobre todo el folclore se realiza en época estival y en fiestas y temas religiosos, como bailes y cantos a la virgen. En Semana Santa a veces en procesiones se acompaña con marracas.

### Educación
Santibáñez de Béjar es la cabeza del colegio rural agrupado Valvanera y su otro pueblo es Sorihuela. El colegio de Santibáñez se construyó en 1912, siendo el más antiguo de la comarca. Cuenta con 55 alumnos, frente a 11 que hay en Sorihuela. En el pueblo se da infantil y primaria, cuanto a la ESO y bachillerato hay que trasladarse a Guijuelo, 9 km del pueblo. También hay una guardería, que cuenta con 10 niños. En la zona han cerrado muchos centros, por lo que en los últimos años los niños del Puente del Congosto, El Tejado, Medinilla, La Cabeza de Béjar y Guijo de Ávila tienen que trasladarse al colegio de Santibáñez.

### Juegos
En este municipio el juego preferido de pequeños y mayores es el juego de la calva, juego que consiste en lanzar una piedra a un palo de madera y tratar de darle, tradicional en estas tierras.
Además hay otros como el tute o el mus, más habitual entre las personas mayores.

### Fiestas

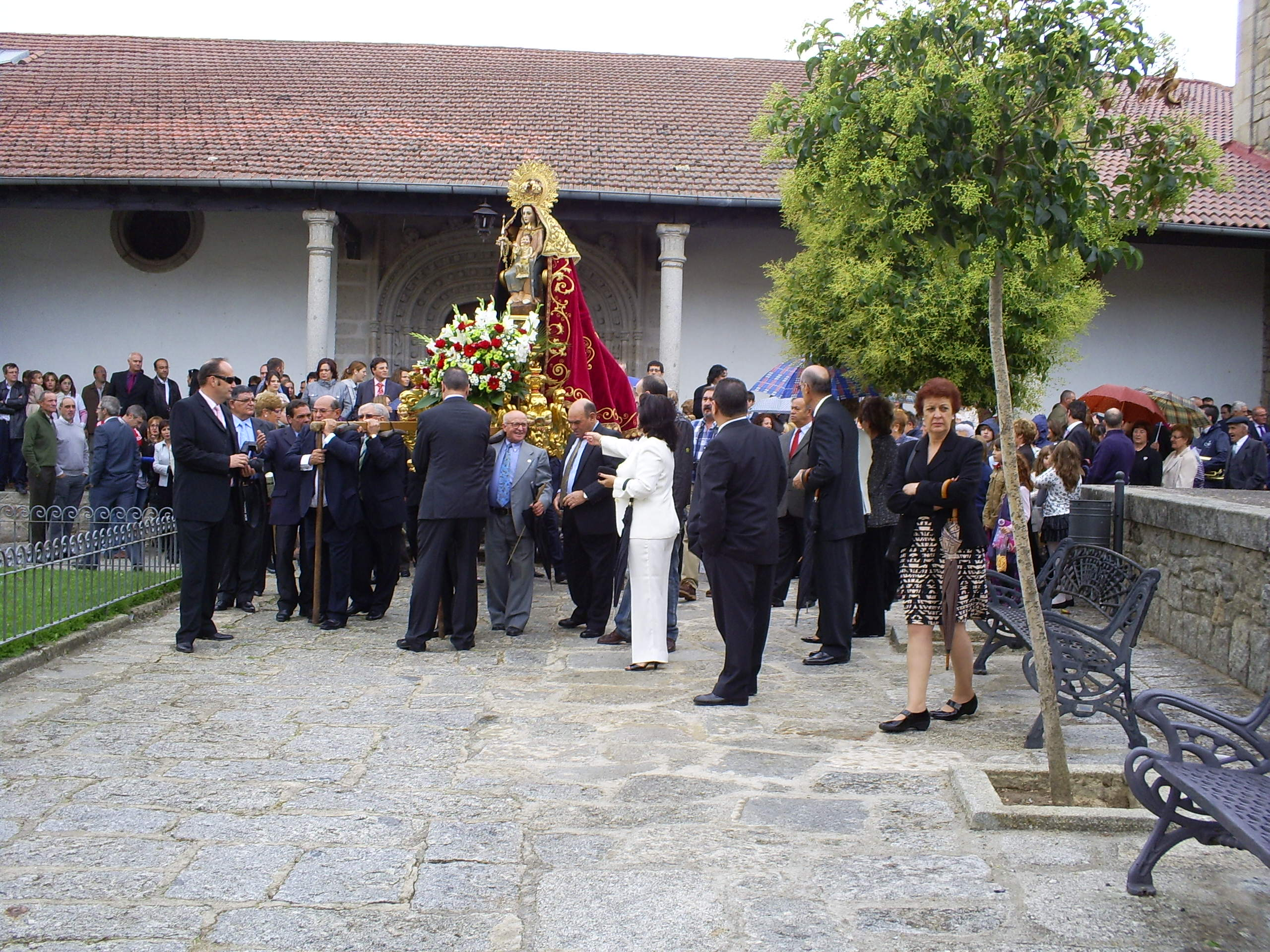
Procesión de la Virgen de Valparaíso

- Ferias y fiestas de octubre se celebran las fiestas patronales en honor a la Virgen de Valparaíso durante unos 5 días, a la que sacan de procesión acompañada de miles de santibañejos. Los últimos años toros y también se celebran las ferias para jóvenes y niños, con coches chocones, colchonetas, futbolines gigantes, tómbolas, el antigravedad, el tren turístico, toros mecánicos, camas elásticas etc, que vienen todos los años a las ferias y fiestas de octubre. Además se hace una subasta de la virgen. En estos días la población aumenta considerablemente, y llega gente a las verbenas, de los municipios colindantes como Guijuelo, Puente del Congosto, Piedrahíta, etc.
- También se celebran fiestas el primer fin de semana de agosto, durante 3 días.
- El día de San Juan (24 de junio) sacan de procesión a su patrona. El día de Santiago Apóstol (25 de julio), patrón de este pueblo, hacen una misa en su honor y fiesta con baile para los jubilados.
- El Corpus Christi, tradicional en el municipio dónde se hace una fiesta en la plaza.
- Semana Santa, dónde hacen varias procesiones, aunque muchos años las tienen que cancelar por la lluvia. La primera de ellas es la procesión del Domingo de Ramos, la segunda es la procesión del Jueves Santo, (Procesión del Silencio) en el que se sacan las tallas de la virgen y el panteón de Jesús. Otra y la última procesión es el Viernes Santo, (Procesión del Encuentro), la más importante y conocida, en la que salen las tallas del Sagrado Corazón y la Virgen María (la Virgen llevada por mujeres y el Sagrado Corazón por hombres), los cuales se juntan en la plaza, ya que cada talla va por un extremo de la plaza. Cuando se juntan, vuelven todos juntos hacia la iglesia. Todas las procesiones ocurren por la noche, salvo la procesión de domingo de ramos.
- La tradicional matanza, que se suele llevar a cabo entre febrero y marzo.
- El Carnaval, el cual se celebra un desfile en el teatro municipal, el cual los ganadores se llevan un premio.

- El día del hornazo, celebrado todos los años el Domingo de Resurrección, el cual la gran mayoría de la gente sale a comer al campo durante todo el día, y como no acompañados de unos hornazos.

### Virgen de Valparaíso
La virgen de Valparaíso es una advocación de María (madre de Jesús), patrona de Santibáñez de Béjar y en el cual su festividad se produce el primer fin de semana de octubre y también el día de San Juan (24 de junio). De estilo románico (siglo XII), es una de las esculturas más importantes de la provincia salmantina.

### Gastronomía
Los platos más tradicionales de esta localidad son las patatas revueltas, el cocido, unos buenos platos de jamón serrano y algunas otras delicias de estas tierras.
Otra costumbre típica de este pueblo y relacionada con la gastronomía es salir los domingos por la mañana a hacer ruta por los bares, para degustar tapas y tomar un vino.
También hay dulces típicos, como las perrunillas, rosquillas, mantecados, floretas, etc.

### Antroponímia
En España hay 34 Santibáñez, de los cuales 28 están en Castilla y León. 11 de ellos en la provincia de León, la que más tiene. En nuestra provincia hay 5, Santibáñez de Béjar y Santibáñez de la Sierra, que cuentan con propio ayuntamiento, y otros tres que son entidades menores de población; Santibáñez del Río, en el pueblo de Doñinos de Salamanca, Santibáñez del Cañedo, en el pueblo de Forfoleda y por último Santibáñez, en el pueblo de San Pedro del Valle.

### Arquitectura
La Noria es una construcción que se usa especialmente en el municipio de Santibáñez de Béjar desde el año 1850. Está construida con hierro fundamentalmente y es de forma circular. En ella se cuelgan unos vasos de hierro, en unas cadenas que hacen sacar el agua de un pozo, bien para uso del ganado o cosechas. En toda la villa hay unas 930 norias aproximadamente, de las que ya se utilizan tan solo unas 40. Se hace mover con una gran vara que se mete en un enganche y que es empujada por asnos, y se da vueltas hasta que sale el agua por unos canales.
Un Chabarco es una especie de pozo abierto, de unos 2 o 3 m de profundidad, y que tiene una especie de rampa para bajar a él. Es empedrado, para que no caiga la tierra de las paredes, se suele hacer en las zonas más húmedas de los prados. Sirve para que el agua sea utilizada por el ganado. El agua nunca se suele secar, porque se llenan la mayoría por ríos subterráneos. En Santibáñez hay unos 700 chabarcos y casi todos son utilizados para las 2500 cabezas de ganado que hay en el municipio.
Los Meales eran montones de hierba seca puestos en forma circular con un palo en medio que se situaban dentro de los prados, y se utilizaban en el invierno, ya que en esa época no hay hierba, y con ello, los ganaderos daban de comer al ganado. La meal era cercada de pared de piedra para que los animales no pudieran comerla.

## Administración y política

### Gobierno municipal
| Periodo   | Nombre                     | Partido | Partido                                  |
| --------- | -------------------------- | ------- | ---------------------------------------- |
| 1979-1983 | Evaristo González          |         | Unión de Centro Democrático (UCD)        |
| 1983-1991 | Isidoro Sánchez Casquero   |         | Partido Socialista Obrero Español (PSOE) |
| 1991-1995 | Antonio Alonso Sánchez     |         | Partido Socialista Obrero Español (PSOE) |
| 1995-1999 | Gonzalo González           |         | Partido Socialista Obrero Español (PSOE) |
| 1999-2007 | Cesáreo Hernández Nieto    |         | Partido Popular (PP)                     |
| 2007-2011 | Ricardo Benito Martín      |         | Partido Popular (PP)                     |
| 2011-2015 | Roberto Muñoz García       |         | Partido Popular (PP)                     |
| 2015-2019 | Alejandro González Sánchez |         | Partido Socialista Obrero Español (PSOE) |
| 2019-2023 | Roberto Muñoz García       |         | Partido Popular (PP)                     |

| Partido político                              | 2019  | 2019  | 2019       | 2015  | 2015  | 2015       | 2011  | 2011  | 2011       | 2007  | 2007  | 2007       | 2003  | 2003  | 2003       |
| Partido político                              | %     | Votos | Concejales | %     | Votos | Concejales | %     | Votos | Concejales | %     | Votos | Concejales | %     | Votos | Concejales |
| Partido Popular (PP)                          | 61,46 | 190   | 4          | 48,13 | 180   | 3          | 61,46 | 244   | 4          | 49,31 | 214   | 4          | 52,20 | 327   | 5          |
| Partido Socialista Obrero Español (PSOE)      | 46,15 | 168   | 3          | 49,20 | 184   | 4          | 38,29 | 152   | 3          | 41,01 | 178   | 3          | 3,96  | 19    | 0          |
| Izquierda Unida (IU)                          | 0,82  | 3     | 0          | 1,60  | 6     | 0          | —     | —     | —          | —     | —     | —          | —     | —     | —          |
| Unidad Regionalista de Castilla y León (URCL) | —     | —     | —          | —     | —     | —          | —     | —     | —          | 8,76  | 38    | 0          | 27,29 | 131   | 2          |

### Edificios públicos
- Colegio de educación secundaria colegio rural agrupado Valvanera, construido en 1912 (101 años), llamándose antes el colegio Jorge Moro, ha sido el colegio de Santibáñez y de los municipios colindantes. Actualmente hay unos 55 niños en educación infantil y primaria, y unos 9 profesores en su cargo. También el colegio tiene una sede en el municipio colindante de Sorihuela, el cual tiene 11 alumnos.
- Guardería municipal.
- El Teatro municipal, también llamado el salón, en lo alto de una colina del pueblo al lado del colegio y de la iglesia. Se construyó en 1989, con el fin de hacer actuaciones, conciertos etc. en el municipio. Lo utilizan en las fiestas de octubre para los bailes y en carnavales para el concurso de disfraces, aunque también a veces se utiliza en algunas actuaciones que realizan en las fiestas de agosto. Antes del teatro municipal estaba el antiguo teatro que se quemó en 1947 y que le dejó en ruinas, además, hace unos años lo restauraron, aunque no se utiliza para uso público.

- Iglesia de Santiago Apóstol
- Ermita de la Virgen de Valparaíso

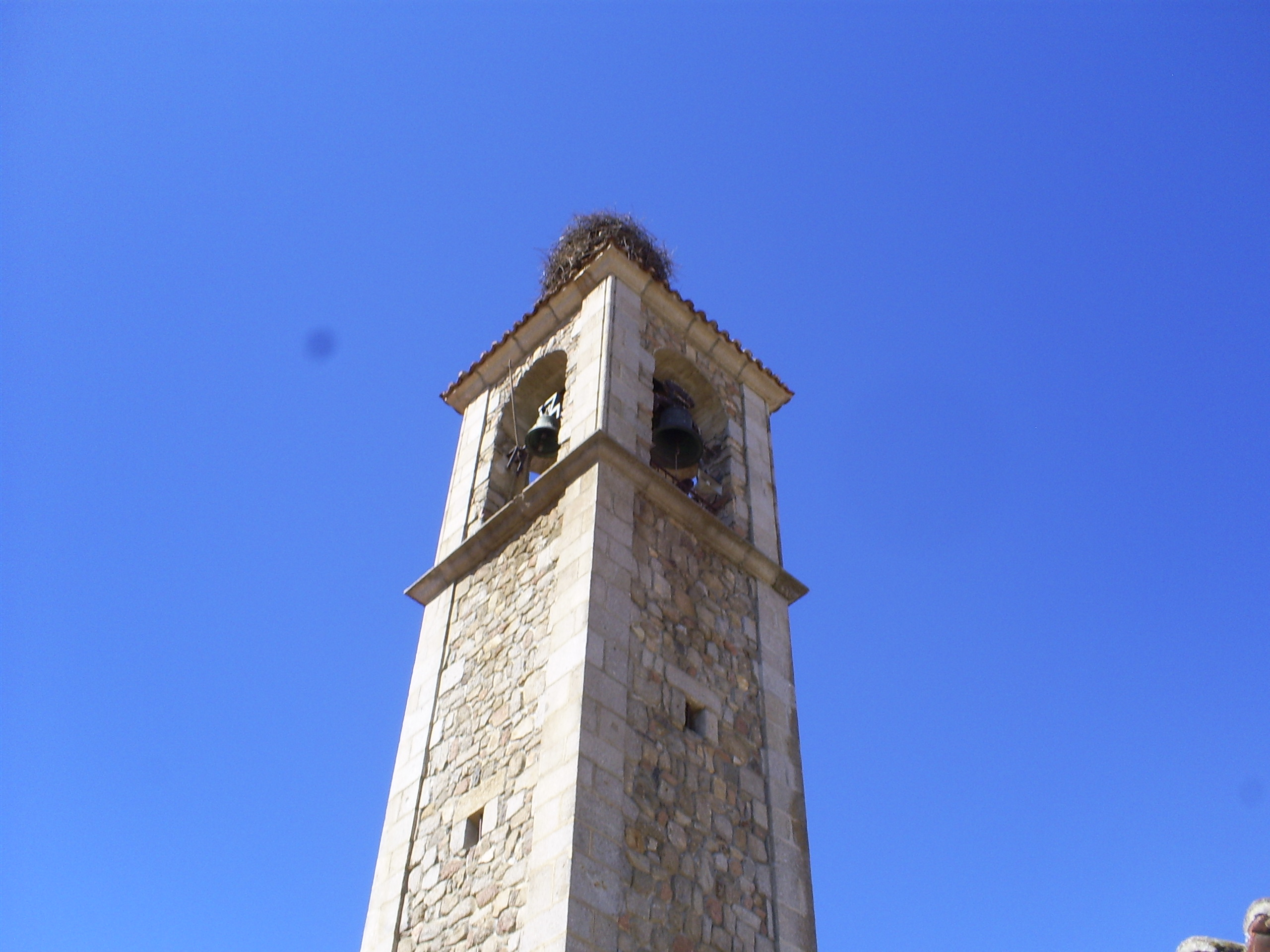
Campanario de la iglesia parroquial de Santiago Apóstol

- El Ayuntamiento de Santibáñez de Béjar está en la plaza del Consistorio, muy cerca de la plaza mayor. Tiene forma rectangular, una altura aproximada de 10 m y 3 plantas de altura. En la tercera planta están las oficinas de los concejales municipales. En la segunda están el salón de plenos, alcaldía y la oficina del secretario, y además en esta planta está forjado el escudo de la villa y del municipio. En la planta baja esta el consultorio médico (izquierda) y la biblioteca municipal (derecha). Las dos puertas de entrada tienen arcos de medio punto. Fue construido en 1991 y se terminó su construcción en 1992. Antes de construir el actual había uno en el mismo lugar. No tiene reloj, debido a que ya se encuentra en el municipio la torre del reloj.
- Piscinas municipales.
- Oficina de Correos.
- El Antiguo cine, actualmente en estado ruinoso y parte de un prado, dónde se encontraba parte del cine, y dónde ahora en las fiestas patronales, se ubican los coches chocones.
- El Tanatorio La Soledad, que fue inaugurado hace unos años, dónde viene la gente de los pueblos de al lado, ya que no hay tanatorios.

## Monumentos y lugares de interés

### Encina del Carrasco

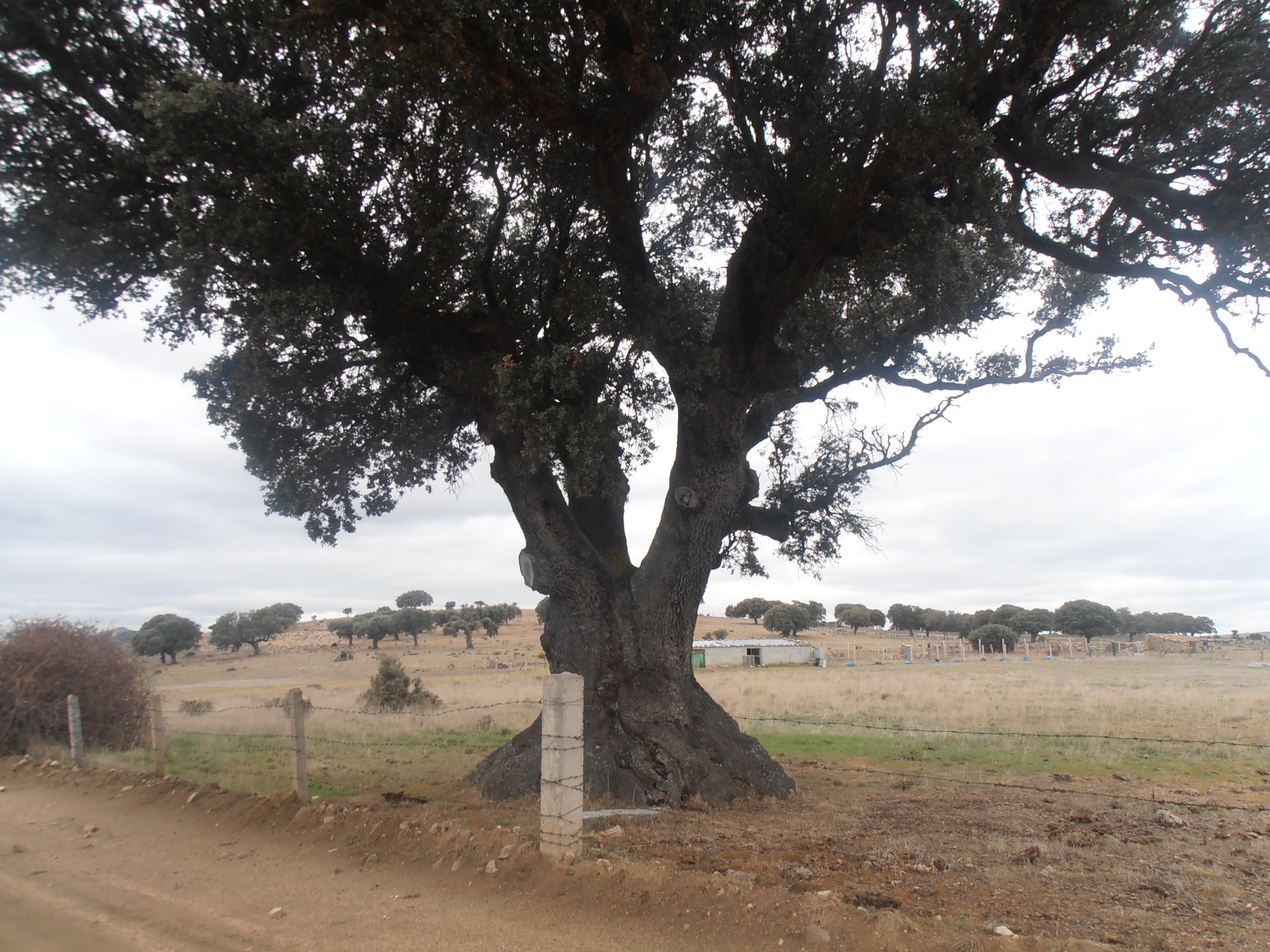
Encina del Carrasco

La encina centenaria de Santibáñez de Béjar, también llamada la encina del Carrasco, se encuentra en el camino de la presa, a 4,8 km del pueblo, y se cree que tiene incluso 450 años. Es la encina más antigua de la Villa de Santibáñez, con unas grandes dimensiones. Para abarcarla se necesitan 7 niños, cuando lo normal son 3. También es importante su altura, que asciende los 15 m, cuando lo normal en una encina son unos 6 o 7 m. También es importante la encina del castillo de Santibáñez, pero solo tiene 220 años y una altura de 9 m.[cita requerida]
Las encinas de este municipio dan muchas bellotas que las utilizaban para venderlas, y era la economía del pueblo, aunque todavía se venden para el consumo humano, aunque también para el del credo, de ahí vienen los jamones de bellota denominación Guijuelo.

### La Torre

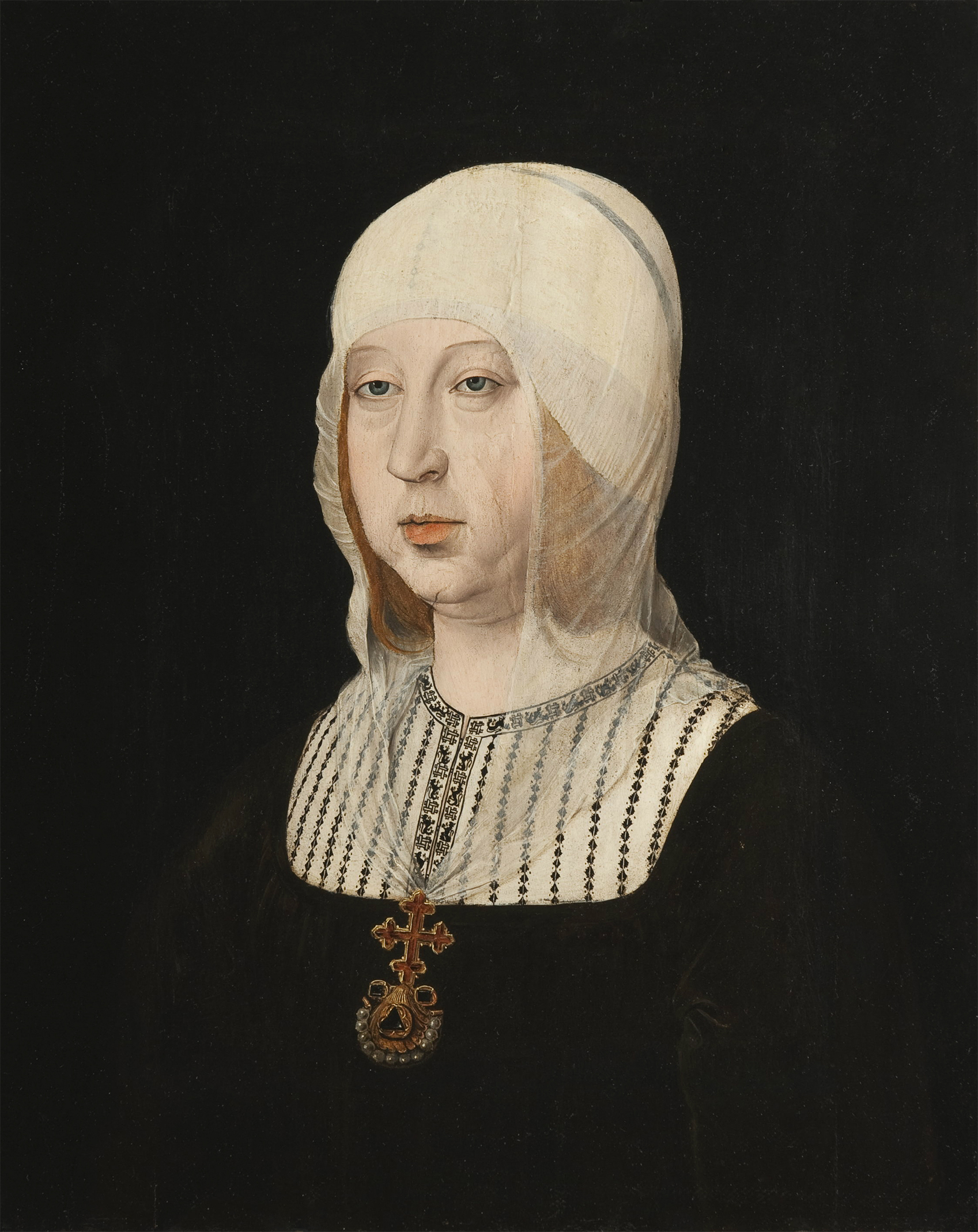
Isabel I de Castilla salvó la Torre de Santibáñez y mandó destruir por el contrario a la de El Guijo

Esta atalaya de propiedad privada se sitúa en una pequeña elevación a escasos metros del casco urbano de Santibáñez de Béjar, aislada junto a una encina. Perteneció al marqués de Fuente del Sol quién ordenó su construcción en el siglo XIII. Su función fue la de torres de señales fronterizas (desde ella se denomina el pueblo y sus alrededores), en el que al menos desde el siglo XV, época de conflictos entre el reino de Castilla y el de León, al que pertenecía.
Se dice que fue plaza importante en la guerra entre los partidarios de Juana la Beltraneja y los de Isabel la Católica por el trono de Castilla. La torre de Santibáñez pertenecía a los partidarios de Isabel la Católica y está construida en la línea defensiva que incluía también la atalaya del municipio de Guijo de Ávila, que estaba en manos de partidarios de Juana la Beltraneja. Al terminar la guerra con la victoria de Dª Isabel se decretó que la torre de Guijo de Ávila debía derruirse, salvando por el contrario la de Santibáñez.
Está construida en mampuesto de granito, la cual tuvo tres plantas: la primera dedicada a las caballerizas, la segunda para la guardia (con muros artilleros) y la tercera dedicada a la vivienda. La puerta es de arco apuntado sin clave y los muros representan saeteras a diferentes alturas. El remate ha desaparecido, aunque pudo ser almenado. Se encuentra en estado ruinoso y su interior totalmente hueco, aunque se está pensando en reconstruirlo para salvarlo del derrumbe. Es el 2.º monumento más importante de la localidad, después de la Virgen de Valparaíso y está declarada Patrimonio Histórico Español desde 1985.

### El Risco
El Risco fue un gran poblado calcolítico (3000 a. C.), período el cual se desarrollaba el fenómeno megalítico: Técnica de enterramiento colectivo que se realiza en estructuras tumulares a base de grandes bloques de piedra que forman una cámara, a la que en ocasiones se añade un corredor de acceso. En dicha cámara se enterrarían los miembros de una misma familia.
El yacimiento de El Risco fue descubierto por el padre Ignacio Belda, y corresponde a una pequeña población de la edad de Bronce y del Hierro que terminó sobre el s. II a. C., con la conquista romana.
Por los restos encontrados, también los romanos establecieron en el Risco un puesto militar de observación, al lado del Cordel, al igual que en el Praojuarro, donde el asentamiento militar romano tuvo mucha importancia.

### Plaza mayor
La plaza mayor de Santibáñez se encuentra en el centro del pueblo, a una altitud de 930 metros. Está a escasos 100 metros del ayuntamiento y a unos 150 metros de la iglesia de Santiágo Apóstol. En el año 2002 empezaron las obras de acondicionamiento de la plaza, colocando árboles y cambiando el suelo por uno de granito. Se añadieron aceras y se arreglaron las calles que la rodean. En ella los viernes se localiza el mercadillo, y en verano también se celebra circos y espectáculos de magia.

### Edificio del Reloj

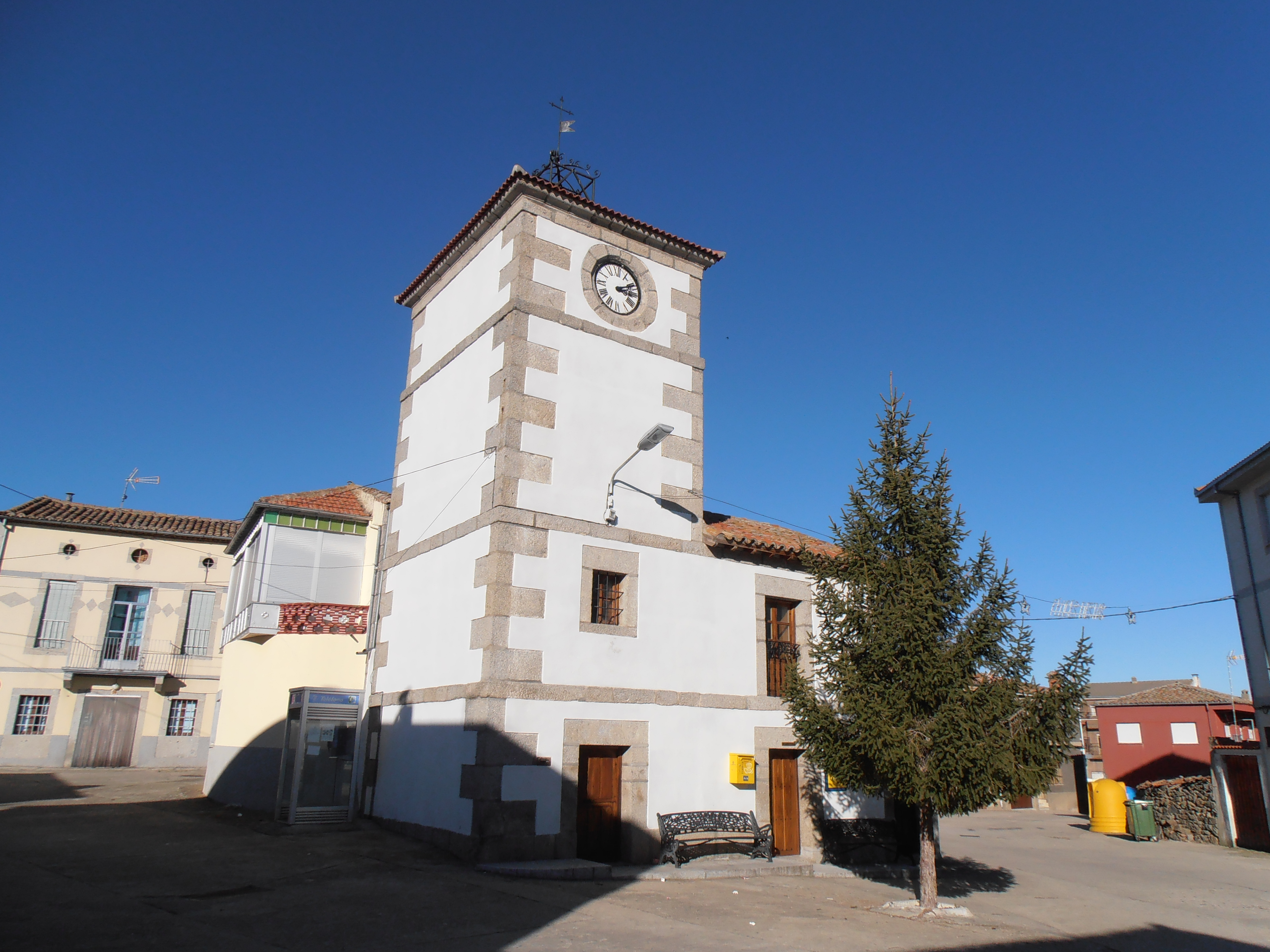
Edificio del Reloj, antiguos calabozos del pueblo, situado en pleno casco urbano del municipio, y construido en el

El Edificio del Reloj fue construido en 1892 por los vecinos de Piedrahíta (Ávila) Samuel Nieto y su hijo; Juan Nieto. Este último casó con Isabel Casquero González. El proyecto es del arquitecto Jerezano, Joaquín Vargas y Aguirre, quien también realizó la Casa Lis y el Mercado de Salamanca. De unos 13 m de altura, aunque en el proyecto original tenía menos altura y hecho de granito y materiales que eran propios de aquella época, el cual se localiza a una altitud de 930 m s. n. m. Tiene en su interior unos pesados péndulos de gran tamaño que sirven para dar cuerda al reloj. Éste tiene el diseño propio de aquella época, en números romanos. En el tejado se encuentra la campana, encargada de dar las horas enrejada y colmada en una veleta. Antiguamente este pequeño inmueble fue sede del juzgado y los calabozos del municipio, actualmente el lado derecho del edificio, propiedad del ayuntamiento, está cedido a oficina de correos y Telégrafos tras realizarse un acontecimiento del inmueble a tal fin. En 2007 fue preciso arreglar el tejado del ala izquierda, habiendo perdido altura. Se encuentra en pleno casco urbano de Santibáñez, en la calle de Jorge Moro y la calle de la Iglesia, una de las calles más transitadas del municipio, las cuales se transladan desde la carretera SA-102 y el casco urbano. Es uno de los principales monumentos del municipio, pero también uno de los más modernos, ya que fue construido en 1890. Frente a él se ubican las ferias de las fiestas de octubre.
En frente de él algunos vecinos del pueblo toman las uvas en Nochevieja.

### Iglesia parroquial de Santiago Apóstol

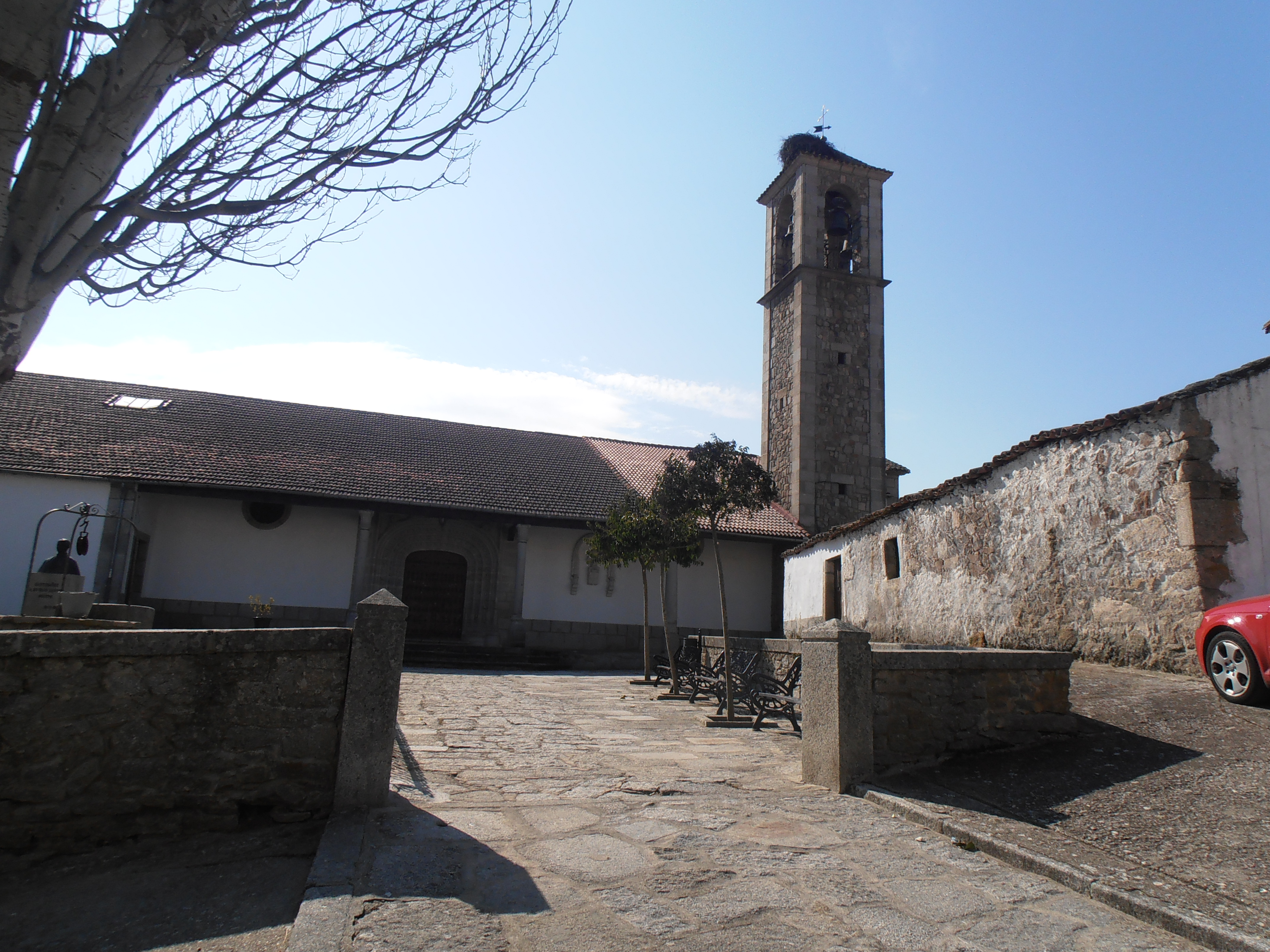
Iglesia de Santiago Apóstol, 2011.¡

La iglesia parroquial fue construida a mediados del siglo XV, posteriormente ha sufrido varias remodelaciones, siendo la de los años 1956-1959 la más importante, y desde entonces conserva su estado actual, en plena reforma uno de sus obreros murió por caer cuando estaban realizando la reconstrucción del campanario. Aún no se sabe por qué ocurrió, pero algunos testigos dicen que se desprendió un bloque de piedra que le alcanzó a él, precipitándole al vacío. En enero de 1996 el viento y la lluvia provocó el derrumbamiento del nido de cigüeñas construido junto al campanario ocasionando graves desperfectos en su caída en el pórtico de la iglesia. El campanario es empedrado, de 24,5 metros de altura, casi tres veces superior a la altura de la iglesia. En su parte este se encuentra un ábside de forma pentagonal, en la parte norte está formado por un porche formado en su centro por la antigua entrada al templo, actualmente no utilizada. En su parte sur está la fachada principal, formada por dos puertas de entrada y una pared empedrada hasta la mitad, luego hasta la cumbrera está compuesta por bloques de granito. En su centro un rosetón sencillo pero de gran belleza.

### Ermita de Nuestra Señora de Valparaíso

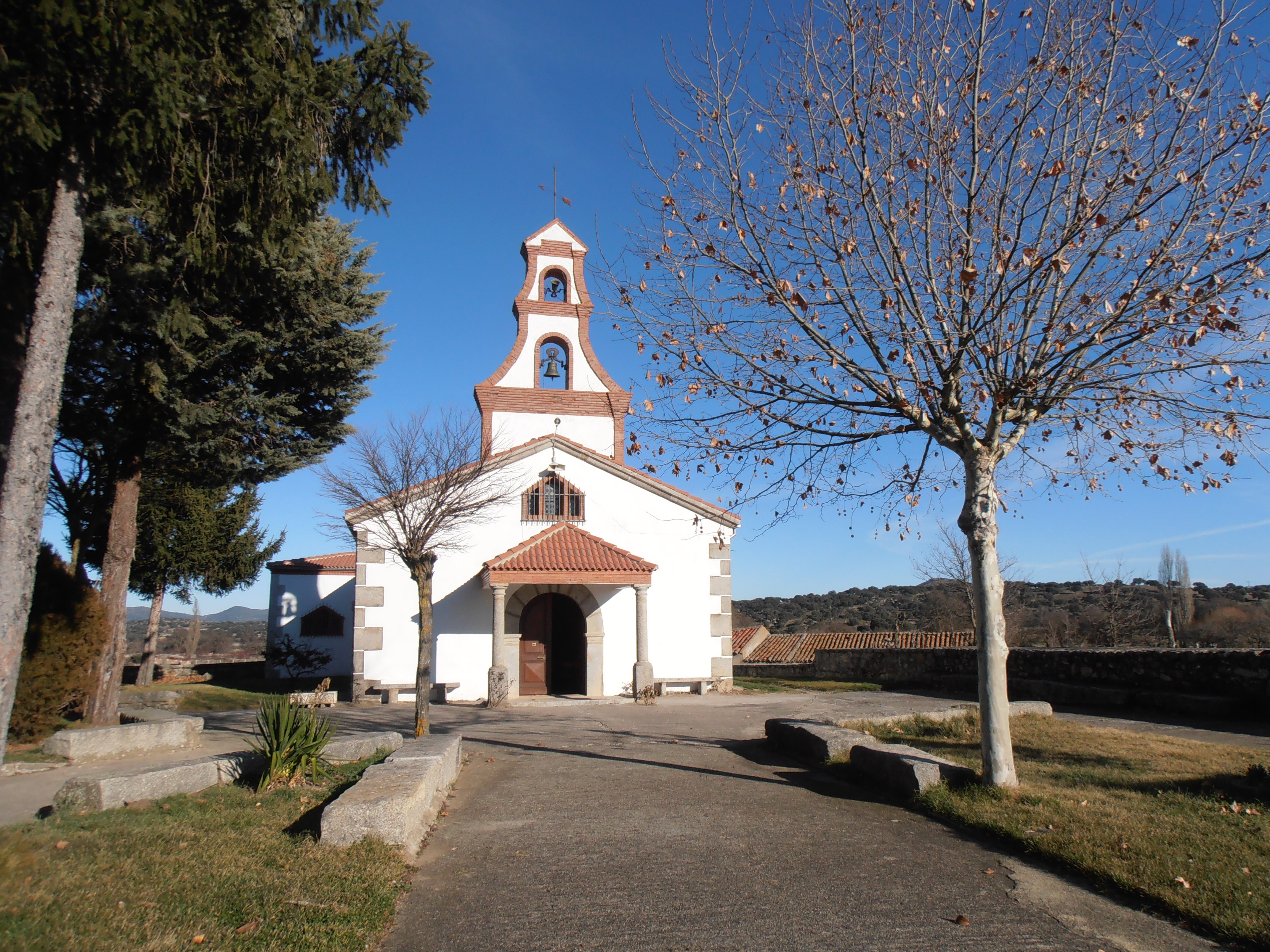
Ermita de Nª Sra. de Valparaíso

La Ermita de Nuestra Señora de Valparaíso se cree que originalmente fue construida sobre un antiguo templo romano del que se conservan las bases. Esta idea se basa en que se encontraron algunas tejas romanas en el suelo de la ermita; además la antigua alcantarilla del arroyo de la Cerilla podría haber sido construida por los romanos. En 1670 ya existía la ermita con una sacristía a la derecha dentro de una corredera con altas paredes dónde se celebraban corridas de toros durante las fiestas patronales. Cuando se dejaron de realizar enterramientos en las iglesias y dentro del pueblo, media corredera se convirtió en cementerio hasta que se construyó el actual. La ermita fue asolada por los franceses en 1812, quemando incluso los retablos e imágenes. Quedó a salvo la imagen de la Virgen de Valparaíso porque estaba en aquel momento en la iglesia (aunque también sufrió daños). La ermita fue reedificada, incluyendo paredes y artesonado (que era idéntico al de la iglesia), sobre el año 1826-1828, construyéndose exactamente igual, solo que la sacristía se hizo en el lado izquierdo. Se le hizo el manto, toca y encajes a la virgen. La última reforma data de 1966. La escultura de la Virgen de Valparaíso, de estilo románico data del siglo XII.

### Las Minas
Son yacimientos de Esfalerita y Wolframita que se encuentran en los términos municipales de Santibáñez de Béjar y Cespedosa.

### Zonas de ocio
- Las piscinas municipales, que en verano te puedes bañar y pasar la tarde jugando al ping pong, al basketball etc; además de competiciones y juegos tradicionales que realizan algunos días. Está abierta en verano de 12 H de la mañana a 8 u 8:30 H de la tarde.
- En el parque municipal, dónde hay máquinas para hacer ejercicio, toboganes, balancines, columpios, para que los niños se diviertan, y también hay bancos para que la gente disfrute en verano de la noche sentado viendo como los niños juegan. Ha sido inaugurado este mismo año.
- Los campos de fútbol, baloncesto y las pistas de tenis del municipio, llamadas en él como «las pistas», donde durante todo el año está abierto para que los niños que viven en el pueblo jueguen y hagan deporte. En verano se hacen competiciones de fútbol, que organiza el Ayuntamiento de Santibáñez de Béjar, en el que al ganador le entrega un trofeo.
- El paraje de la ermita dónde se hallan columpios, toboganes, juegos de escalada etc; en el que en los últimos años se utiliza menos pero que todavía se utiliza para que los niños se diviertan.
- El río Tormes y Valvanera, dónde en época de pesca vienen cientos de personas de la orografía para pasar la tarde pescando en el río, un sitio bastante importante, siendo la cola del embalse de Santa Teresa. Tiene gran variedad de peces, los cuales, son aún más abundantes las truchas, jureles y barbos o carpas.

### La Piquera
La piquera es un macizo montañoso, llamada Las Cumbres, en el cual la máxima altitud es de 1208 metros. Está entre Santibáñez, Guijo de Ávila y La Cabeza de Béjar. Su acceso es difícil, sobre todo en la zona de Santibáñez, aunque en la dehesa del Guijo se puede acceder con mayor facilidad. En la cumbre se encuentra la cruz de la dehesa, famosa en la zona, y dónde todos los turistas que se acercan allí dejan sus nombres puestos (como marca la tradición). Actualmente el entorno está descuidado. La vegetación se compone de encinas y de algunos arbustos. Su fauna es de jabalíes, conejos y liebres, y de algún pájaro, donde destacan algunas aves rapaces como el águila imperial.

### Otros
- El puente de la fuente del Molinillo, por dónde pasa el río Valvanera, se remonta al origen romano. También otro puente, por dónde también pasa el río Valvanera, se remonta al siglo XVIII.
- Las tres cruces que hoy se encuentran al lado del teatro, la más grande de dos metros, tiene esculpido un cristo desangrándose es del siglo XVII. Las otras dos no se saben de cuando son, pero se aproximan al siglo XIX.
- El verraco vetón encontrado en el cerro del Berrueco, que se encuentra en el jardín de la ermita, la cual es del siglo V.
- Las grandes casas, sobre todo construidas en el siglo XIX, pertenecientes en aquella época a las familias más adineradas de la localidad. Sobresalían sobre todas las demás, como por ejemplo, que algunas se elevan tres pisos, poco habitual en aquella época. Están formadas por grandes galerías y grandes portones, habitual en las familias pertenecientes a la burguesía. Uno de los edificios más conocidos en Santibáñez está situado en la plaza del Altozano, en pleno centro del pueblo y fue construido aproximadamente a mediados del siglo XIX. Tiene tres pisos y consta de una gran balconada.